# Vernon Smith (baloncestista)
Vernon Dean Smith (nacido el 23 de octubre de 1958 en Dallas, Texas y fallecido el 8 de julio de 1992 en New Braunfels, Texas) fue un jugador de baloncesto estadounidense. Con 2.02 metros de estatura, jugaba en la posición de ala-pívot. Falleció en un tiroteo cuando contaba con 33 años.
Es recordado con mucho cariño en la población de Lliria (Valencia), donde jugó en el club local, Choleck Lliria, al lado de otras estrellas como Dan Palombizio, Quique Andreu, Paco Jiménez, etc., estando a las órdenes de toda una institución de los banquillos valencianos como fue ISMA Cantó.

## Trayectoria
- Universidad de Texas A&M (1977-1981)
- Las Vegas Dusters  (1982-1983)
- Albany Patroons  (1983)
- Wisconsin Flyers (1983)
- Pallacanestro Vigevano (1983-1984)
- Unione Sportiva Corona Cremona (1984-1985)
- Español (1985-1986)
- Club Bàsquet Llíria (1986-1987) - Choleck Lliria